# Yukarıbudak, Çemişgezek
Yukarıbudak là một xã thuộc huyện Çemişgezek, tỉnh Tunceli, Thổ Nhĩ Kỳ. Dân số thời điểm năm 2010 là 38 người.